# Casa Senyorial de Mencendarbe
La Casa Senyorial de Mencendarbe també conegut com a Mencendorf és una casa senyorial a la històrica regió de Semigàlia, al Municipi de Baldone de Letònia.